# Cruzado (moeda brasileira)
Cruzado foi a moeda criada no Brasil pelo Plano Cruzado em 28 de fevereiro de 1986, como parte de um pacote de medidas para tentar conter a inflação.
O nome foi inspirado no nome de uma antiga moeda portuguesa de ouro, que tinha o valor aproximado de 400 réis e que circulou nos tempos em que o Brasil ainda era uma colônia de Portugal.
A partir de meados da década de 1970, houve um intenso processo inflacionário que atingiu o seu cume no início dos anos 1980, sendo que este desajuste acabou prevalecendo durante a curta existência do cruzado, contribuindo para que a década de 1980 ficasse conhecida no Brasil como a "Década Perdida".
Foi representada pelo símbolo Cz$,e Cz$ 1,00 por Cr$1000,00 e possuía código ISO 4217 BRC.
Foi marcante pela volta dos "centavos" como subdivisão da moeda, visto que tinham sido abolidos em 1984, devido à desvalorização do cruzeiro.

## Cédulas
Inicialmente, as cédulas da terceira família do segundo padrão cruzeiro foram reaproveitadas com carimbos apostos com os valores de 10, 50 e 100 cruzados, sendo que ainda em 1986 foram emitidas novas cédulas nestes valores, que aproveitaram a estampa, substituindo apenas as legendas e os valores de face pelos do novo padrão monetário.
Cédulas e moedas do cruzeiro continuaram em circulação para uma substituição gradual, sendo que as cédulas de 10, 50 e 100 mil cruzeiros foram carimbadas com o valor na nova unidade durante os primeiros meses, até a criação e distribuição das cédulas no novo padrão em outubro do mesmo ano.
Ainda em outubro de 1986, foi lançada a cédula de 500 cruzados, que possuiu 2 variantes devido ao erro de grafia na legenda presente nas margens da cédula, onde a letra "a" aparece sem crase ("considero minhas obras como cartas que escrevi a posteridade sem esperar resposta"), sendo que as cédulas mais recentes foram corrigidas, passando a mostrar a legenda com crase ("considero minhas obras como cartas que escrevi à posteridade sem esperar resposta").
Em 1987, foi lançada a cédula de 1.000 cruzados, seguida no ano seguinte pelas cédulas de 5.000 e 10.000 cruzados, sendo que estas viriam a ser as últimas cédulas deste padrão monetário, a despeito de existir um projeto da nota de 50.000 cruzados com o Carlos Drummond de Andrade que estava prevista para ser lançada em 1989, mas não foi lançada em tal padrão monetário por conta do Plano Verão, que veio a estabelecer o Cruzado Novo, cujas cédulas passariam a ter 140 x 65 mm, diferentemente do tamanho de 154 x 74 mm que era utilizado pela nota de 1000 cruzeiros em 1978 e que viria a ser o padrão de tamanho de todas as cédulas emitidas entre 1981 e 1988.
As notas de 1000, 5000 e 10000 cruzados vieram a ser aproveitadas, com a aposição de um carimbo triangular, no padrão cruzado novo, lançado em 1989.
Foram emitidas as seguintes cédulas do cruzado:
| Valor     |  |  | Anverso              | Reverso                                                                      |
| 10,00     |  |  | Rui Barbosa          | O notável em discurso na Conferência da Paz em Haia                          |
| 50,00     |  |  | Oswaldo Cruz         | O Palácio de Manguinhos, sede da Fundação Oswaldo Cruz no Rio de Janeiro     |
| 100,00    |  |  | Juscelino Kubitschek | Edifícios de Brasília: Congresso Nacional, "Catetinho" e Palácio da Alvorada |
| 500,00    |  |  | Villa Lobos          | Maestro em posição de Regência com o quadro "Conquista do Amazonas" ao fundo |
| 1.000,00  |  |  | Machado de Assis     | Vista da Rua 1º de Março em 1905 - Rio de Janeiro                            |
| 5.000,00  |  |  | Candido Portinari    | Portinari desenhando o painel "Baianas"                                      |
| 10.000,00 |  |  | Carlos Chagas        | O notável em seu laboratório                                                 |

Todas as cédulas deste padrão monetário (com exceção da cédula de 10 cruzados, sistematicamente substituída por moedas a partir de 1987) foram retiradas de circulação a partir de 1989, perdendo o valor ao longo do ano de 1990.

## Moedas
Assim como aconteceu com as cédulas, as moedas antigas do cruzeiro continuaram em circulação em paralelo as novas moedas do cruzado, sendo que tais moedas perderam o valor em junho de 1987, enquanto que as moedas de cruzado foram emitidas entre 1986 e 1988.
Como a moeda teve vida curta, ao ser substituída pelo cruzado novo, ainda havia moedas de cruzeiro que permaneciam em posse da população apesar de já destituídas de valor legal.
Todas as moedas foram confeccionadas em aço inoxidável e borda do tipo lisa. Em seu anverso possui apenas o dístico "BRASIL", o valor de face e o ano de emissão, enquanto o reverso mostrou o brasão de armas nacionais, de forma similar as moedas de 100, 200 e 500 cruzeiros emitidas a partir de 1985. Foram cunhadas as moedas a seguir:
| Valor | Coroa | Cara | Diâmetro (mm) | Peso (g) | Período que foi emitida |
| ----- | ----- | ---- | ------------- | -------- | ----------------------- |
| 0,01  |       |      | 15,00         | 1,60     | 1986                    |
| 0,05  |       |      | 16,00         | 1,81     | 1986                    |
| 0,10  |       |      | 17,00         | 2,05     | 1986 a 1987             |
| 0,20  |       |      | 19,00         | 2,55     | 1986 a 1987             |
| 0,50  |       |      | 21,00         | 3,65     | 1986 a 1988             |
| 1,00  |       |      | 23,00         | 4,38     | 1986 a 1988             |
| 5,00  |       |      | 25,00         | 5,21     | 1986 a 1988             |
| 10,00 |       |      | 27,00         | 6,06     | 1987 a 1988             |

As moedas até 5 cruzados vieram a perder o valor quando do Plano Verão que instituiu o Cruzado novo, enquanto que a moeda de 10 cruzados perdeu o valor quando do Plano Collor.

## Moedas comemorativas
Durante o período do Cruzado foram emitidas três moedas comemorativas, consideradas de circulação comum mas que foram muito raramente usadas.
Todas estas moedas foram emitidas em 1988 e no valor de 100 cruzados, comemorando o centenário da Lei Áurea que decretou a abolição da escravidão no Brasil.
Elas seriam, pelo seu desenho, a base das moedas do padrão seguinte, que foi emitido entre 1989 e 1992.
| Valor  | Coroa          | Cara           | Anverso                                                                  | Reverso                                                          | Detalhes                                         |
| ------ | -------------- | -------------- | ------------------------------------------------------------------------ | ---------------------------------------------------------------- | ------------------------------------------------ |
| 100,00 | (falta imagem) | (falta imagem) | Homem negro e inscrições "CENTENÁRIO DA ABOLIÇÃO", "1888 1988" e "AXÉ"   | Valor, dístico BRASIL e estrelas representando o valor em braile | Quantidade: 200.000 Diâmetro: 31 mm Peso: 9,95 g |
| 100,00 | (falta imagem) | (falta imagem) | Mulher negra e inscrições "CENTENÁRIO DA ABOLIÇÃO", "1888 1988" e "AXÉ"  | Valor, dístico BRASIL e estrelas representando o valor em braile | Quantidade: 200.000 Diâmetro: 31 mm Peso: 9,95 g |
| 100,00 |                |                | Criança negra e inscrições "CENTENÁRIO DA ABOLIÇÃO", "1888 1988" e "AXÉ" | Valor, dístico BRASIL e estrelas representando o valor em braile | Quantidade: 200.000 Diâmetro: 31 mm Peso: 9,95 g |